# Cardamine paucifolia
Cardamine paucifolia är en korsblommig växtart som beskrevs av Hand.-mazz. Cardamine paucifolia ingår i släktet bräsmor, och familjen korsblommiga växter. Inga underarter finns listade i Catalogue of Life.